# كارل هينريش كوخ
كارل هينريش كوخ (1809-1879) (بالإنجليزية: Karl Heinrich Koch)‏ هو عالم نبات ألماني.